# ルイーゼ・ホランディーネ・フォン・デア・プファルツ
ルイーゼ・マリア・フォン・デア・プファルツ（Louise Maria von der Pfalz）、通名はルイーゼ・ホランディーネ（Luise Hollandine von der Pfalz, 1622年4月18日 - 1709年2月11日）は、ドイツのプファルツ＝ジンメルン家の公女で、オランダの女性画家。後にフランスのモビュイソン女子修道院（Abbaye de Maubuisson）の修道院長（在任：1664年 - 1709年）。

## 生涯
プファルツ選帝侯フリードリヒ5世とその妻でイングランド王・スコットランド王ジェームズ1世の娘であるエリザベス・ステュアートの間の第6子、次女として生まれた。ルイーゼは両親が亡命先のデン・ハーグで初めて授かった子供で、ホラント州議会の議員全員が洗礼の代父となったことから、「ホランディーネ（オランダの娘）」の通名で呼ばれた。ライデンで教育を受け、一通り学業を終えるとデン・ハーグに住む母の元に帰った。従兄のブランデンブルク選帝侯フリードリヒ・ヴィルヘルム（大選帝侯）から求婚されたこともある。
ルイーゼは有能な肖像画家で、選帝侯家と縁の深いヘラルト・ファン・ホントホルストに師事した。ただし彼女が描いた肖像の大半は自分の家族や親族のものである。ルイーゼの画家としての側面が注目され始めたのはようやく1980年代になってからである。
1657年までに他の兄弟姉妹が結婚したり独立した結果、ルイーゼは母エリザベスと同居している最後の子供となった。1657年12月19日、ルイーゼは、母と暮らすアントウェルペンから逃亡して南隣のフランスに渡り、義理の叔母であるイギリス王妃ヘンリエッタ・マリアの暮らす城に匿われた。同国にはカトリックに改宗したすぐ下の弟エドゥアルトが住んでおり、彼は姉をカルメル会の修道院に連れていき、そこでルイーゼもカトリックに改宗した。これにより、厳格なプロテスタントの母とは永久に決裂することになった。
ルイーゼはそのまま1659年にシトー会系のモビュイソン女子修道院の修道女になり、1664年にはフランス王ルイ14世の計らいで女子修道院長に選ばれた。修道院でも依然として画業は続けていた。ルイーゼはホラント州議会から生涯にわたり恩給を受けていたが、ルイ14世からも新たに6000リーブルの年金を支給されるようになった。ルイーゼは宗派間の融和政策を推進する立場から末の妹ゾフィーのイギリス王位継承者指名を支援し、またジャック＝ベニーニュ・ボシュエ師の著作活動を支援した。
フランスに嫁いできた姪のオルレアン公爵夫人エリザベート・シャルロットとも非常に親しく交際し、オルレアン公爵夫人は叔母が亡くなるまでモビュイソン女子修道院に頻繁に顔を出した。1705年に卒中の発作を起こした後は体の一部が麻痺し、1709年に亡くなった。

## 作品

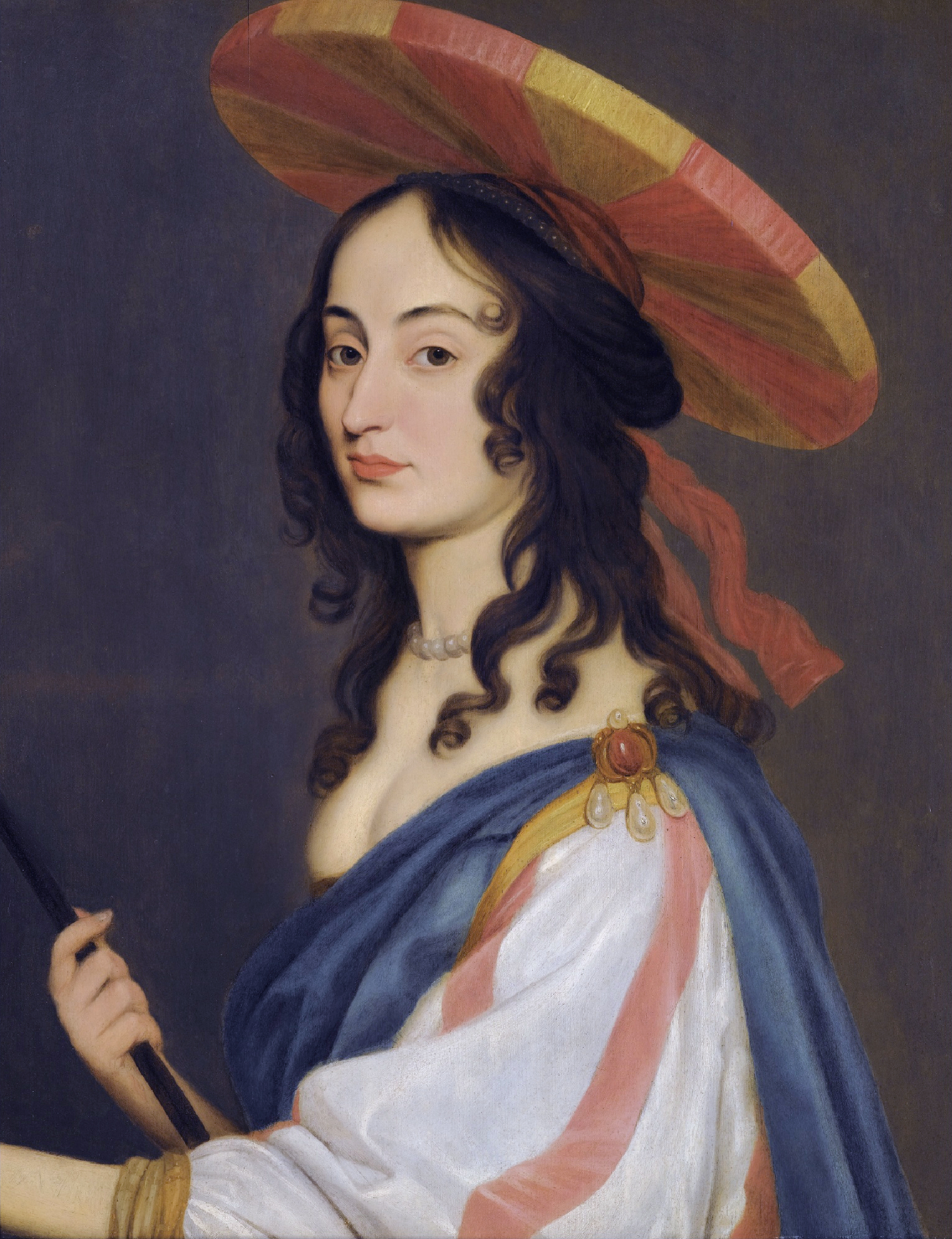
自画像、1650年頃
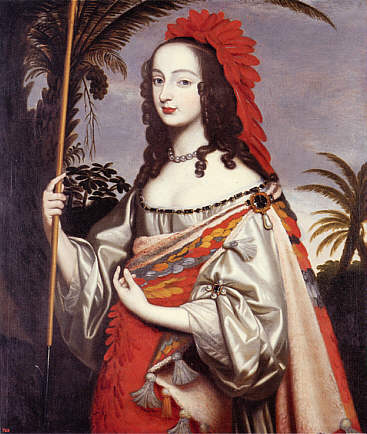
インド人に扮した妹ゾフィーの肖像、1644年頃
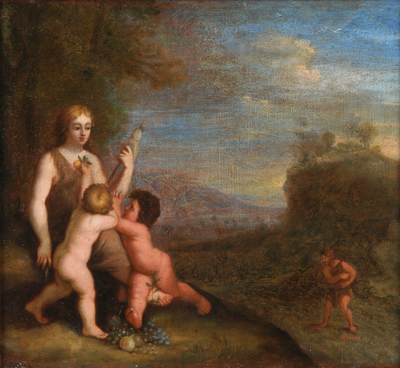
カインとアベルの寓意、1660年頃